# ديداك بيريز
ديداك بيريز (بالإسبانية: Didac Pérez)‏ مواليد 7 سبتمبر 1981 في برشلونة، هو لاعب كرة مضرب إسباني سابق وكان يلعب باليد اليمنى. أعلى تصنيف له في الفردي كان المركز الـ 162 في سنة 2002. أعلى تصنيف له في الزوجي كان المركز الـ 237 في سنة 2001.

## النهائيات

### الفردي: (3)
| الرقم | السنة | الدورة           | الأرضية | المنافس في النهائي | النتيجة في النهائي |
| ----- | ----- | ---------------- | ------- | ------------------ | ------------------ |
| 1.    | 2001  | بودابست، المجر   | ترابية  | أوريست تيريشاك     | 6–2, 6–3           |
| 2.    | 2002  | أولبيا، إيطاليا  | ترابية  | ليوناردو أولجوين   | 2–6, 6–4, 6–3      |
| 3.    | 2004  | كالياري، إيطاليا | ترابية  | مارك لوبيث         | 6–4, 6–1           |

### الزوجي: (1)
| الرقم | السنة | الدورة          | الأرضية | الشريك               | المنافس في النهائي           | النتيجة في النهائي |
| ----- | ----- | --------------- | ------- | -------------------- | ---------------------------- | ------------------ |
| 1.    | 2001  | ساسولو، إيطاليا | ترابية  | غابرييل تروخيو سولير | مانويل خوركيرا توماس تينكوني | 6–3, 6–2           |